# Ohad Levita
Ohad Levita (Hebreeuws: אוהד לויטה) (Kfar Saba, 17 februari 1986) is een Israëlisch voetballer die als doelman speelt.

## Carrière
Hij begon zijn carrière bij Hapoel Kfar Saba, waar hij debuteerde op zeventienjarige leeftijd in de Ligat Ha'Al tegen MS Ashdod.
Op 25 augustus 2009 tekende hij na een stage in Waalwijk een verbintenis voor één seizoen, met de optie voor nog een extra jaar. In het seizoen 2011/12 speelde hij voor Hapoel Beër Sjeva en vervolgens een seizoen op Cyprus bij AC Omonia. Vanaf 2013 kwam Levita uit voor Maccabi Netanja. In het seizoen 2014/15 werd hij verhuurd aan Maccabi Haifa en die club nam hem vervolgens onder contract. In 2018 keerde Levita terug bij Hapoel Beër Sjeva.

## Interlandcarrière
Voor Israël speelde hij in het onder-21 elftal. Levita was aanvoerder voor Israël -21 hij heeft 14 keer de aanvoerdersband gedragen van de 17.